# Cynanchum cristalinense
Cynanchum cristalinense là một loài thực vật có hoa trong họ La bố ma. Loài này được Morillo mô tả khoa học đầu tiên năm 1993.